# Kelly McCarty
Kelly Deshawn McCarty (ur. 24 sierpnia 1975 w Chicago) – amerykański koszykarz, posiadający także rosyjskie obywatelstwo, występujący na pozycjach rzucającego obrońcy oraz skrzydłowego.

## Osiągnięcia
Na podstawie, o ile nie zaznaczono inaczej.
Drużynowe
- Mistrz:
  - Eurocup (2004, 2011)
  - EuroChallenge (2005)
- Wicemistrz:
  - Eurocup (2009)
  - Rosji (2008, 2009, 2010)
  - Izraela (2000)
- Brązowy medalista mistrzostw Rosji (2006, 2007, 2011)
- Zdobywca Pucharu Rosji (2008)
- Finalista Pucharu Izraela (2003, 2004)

Indywidualne
- MVP:
  - finałów:
    - Eurocup (2004)
    - Eurochallenge (2005)

  - 4. i 5. kolejki TOP 16 Eurocup (2008/09)
- Zaliczony do I składu Eurocup (2009, 2011)
- Uczestnik meczu gwiazd:
  - ligi rosyjskiej (2011)
  - FIBA EuroChallenge All-Star Game (2005, 2006)

Reprezentacja
- Uczestnik mistrzostw Europy (2009 – 7. miejsce)